# Чемпионат мира по стрельбе 1962
38-й чемпионат мира по стрельбе прошёл в 1966 году в Каире (Египет).

## Общий медальный зачёт
| Место | Страна         | Золото | Серебро | Бронза | Всего |
| ----- | -------------- | ------ | ------- | ------ | ----- |
| 1     | СССР           | 22     | 11      | 4      | 37    |
| 2     | США            | 7      | 13      | 10     | 30    |
| 3     | Швейцария      | 2      | 5       | 6      | 13    |
| 4     | ФРГ            | 2      | 1       | 2      | 5     |
| 5     | Швеция         | 1      | 0       | 4      | 5     |
| 6     | Финляндия      | 1      | 0       | 2      | 3     |
| 7     | Венесуэла      | 1      | 0       | 0      | 1     |
| 8     | ГДР            | 0      | 1       | 4      | 5     |
| 9     | Венгрия        | 0      | 1       | 0      | 1     |
| 9     | Индия          | 0      | 1       | 0      | 1     |
| 9     | Япония         | 0      | 1       | 0      | 1     |
| 9     | Норвегия       | 0      | 1       | 0      | 1     |
| 9     | ЮАР            | 0      | 1       | 0      | 1     |
| 14    | Дания          | 0      | 0       | 1      | 1     |
| 14    | Египет         | 0      | 0       | 1      | 1     |
| 14    | Великобритания | 0      | 0       | 1      | 1     |
| 14    | Италия         | 0      | 0       | 1      | 1     |

## Медалисты

### Мужчины

#### Винтовка
| Дисциплина                               | Золото                                                                       | Серебро                                                                      | Бронза                                                                     |
| ---------------------------------------- | ---------------------------------------------------------------------------- | ---------------------------------------------------------------------------- | -------------------------------------------------------------------------- |
| Винтовка с трёх позиций, 50 м            | Гэри Андерсон (США)                                                          | Марат Ниязов (СССР)                                                          | Эрвин Фогт (Швейцария)                                                     |
| Винтовка с трёх позиций, 50 м (команды)  | СССР · Марат Ниязов · Василий Борисов · Моисей Иткис · Владимир Чуян         | США · Гэри Андерсон · Томас Пул · Дэниел Пакет · Верле Райт                  | Швейцария · Аугуст Холленштайн · Курт Мюллер · Ханс Шпилльман · Эрвин Фогт |
| Винтовка лёжа, 50 м                      | Карл Венк (ФРГ)                                                              | Владимир Чуян (СССР)                                                         | Джеймс Хилл (США)                                                          |
| Винтовка лёжа, 50 м (команды)            | Швеция · Кристер Густаффсон · Курт Юханссон · Ян Эмиль Пойгнант · Й.Сундберг | США · Гэри Андерсон · Джеймс Хилл · Пресли Кендалл · Верле Райт              | ФРГ · Рудольф Борц · Петер Конке · Карл Венк · Карл Венк                   |
| Винтовка с колена, 50 м                  | Карл Венк (ФРГ)                                                              | Марат Ниязов (СССР)                                                          | Оле Хвиид Йенсен (Дания)                                                   |
| Винтовка с колена, 50 м (команды)        | СССР · Марат Ниязов · Владимир Чуян · Эдуард Ярош · Князев                   | ФРГ · Ханс-Вернер Хербек · Бернд Клингнер · Карл Венк · Карл Венк            | США · Гэри Андерсон · Томас Пул · Дэниел Пакет · Джеймс Хилл               |
| Винтовка стоя, 50 м                      | Гэри Андерсон (США)                                                          | Эрвин Фогт (Швейцария)                                                       | Томас Пул (США)                                                            |
| Винтовка стоя, 50 м (команды)            | США · Гэри Андерсон · Томас Пул · Верле Райт · Дэниел Пакет                  | Швейцария · Аугуст Холленштайн · Курт Мюллер · Ханс Шёненбергер · Эрвин Фогт | ГДР · Х. Голла · Вернер Хайн · М. Козерт · Х. Ленерт                       |
| Винтовка с трёх позиций, 300 м           | Гэри Андерсон (США)                                                          | Владимир Евдокимов (СССР)                                                    | Томас Пул (США)                                                            |
| Винтовка с трёх позиций, 300 м (команды) | СССР · Эдуард Ярош · Моисей Иткис · Андрей Яконюк · Владимир Евдокимов       | США · Гэри Андерсон · Томас Пул · Верле Райт · Дэниел Пакет                  | Швейцария · Аугуст Холленштайн · Курт Мюллер · Ханс Шпилльман · Эрвин Фогт |
| Винтовка лёжа, 300 м                     | Гэри Андерсон (США)                                                          | Ханс Шпилльман (Швейцария)                                                   | Курт Юханссон (Швеция)                                                     |
| Винтовка с колена, 300 м                 | Эрвин Фогт (Швейцария)                                                       | Курт Мюллер (Швейцария)                                                      | Владимир Евдокимов (СССР)                                                  |
| Винтовка стоя, 300 м                     | Томас Пул (США)                                                              | Йожеф Лачнь (Венгрия)                                                        | Дэниел Пакет (США)                                                         |
| Стандартная винтовка, 300 м              | Паули Янхонен (Финляндия)                                                    | Верле Райт (США)                                                             | Андрей Яконюк (СССР)                                                       |
| Стандартная винтовка, 300 м (команды)    | СССР · Эдуард Ярош · Моисей Иткис · Андрей Яконюк · Василий Борисов          | Норвегия · Й.Истад · Ф.Наес · О.Медаас · А.Мартинсен                         | Финляндия · Паули Янхонен · Эса Кервинен · Антти Риссанен · Вильхо Юлёнен  |
| Армейская винтовка, 300 м                | Ханс Шёненбергер (Швейцария)                                                 | Аугуст Холленштайн (Швейцария)                                               | Ханс Зимонет (Швейцария)                                                   |

#### Пистолет
| Дисциплина                                | Золото                                                                          | Серебро                                                                   | Бронза                                                                |
| ----------------------------------------- | ------------------------------------------------------------------------------- | ------------------------------------------------------------------------- | --------------------------------------------------------------------- |
| Пистолет, 50 м                            | Владимир Столыпин (СССР)                                                        | Ёсихиса Ёсикава (Япония)                                                  | Людвиг Хемауэр (Швейцария)                                            |
| Пистолет, 50 м (команды)                  | СССР · Алексей Гущин · М.Акулов · Григорий Косых · Владимир Столыпин            | США · Вильям Бланкеншип · Л.Бёрчет · Франклин Грин · Ф.Скэйзер            | Швейцария · Людвиг Хемауэр · Ф.Михель · Альбер Шпени · Эрнст Штолль   |
| Скорострельный пистолет, 25 м             | Александр Забелин (СССР)                                                        | Игорь Бакалов (СССР)                                                      | Джеймс Макнолли (США)                                                 |
| Скорострельный пистолет, 25 м (команды)   | СССР · Игорь Бакалов · Евгений Шайдуров · Ренарт Сулейманов · Александр Забелин | США · Джеймс Макнолли · Вильям Макмиллан · Обри Смит · Сесли Уоллис       | Италия · Уго Амикосанте · Джованни Ливердзани · Р.Маццони · С.Варетто |
| Пистолет центрального боя, 25 м           | Игорь Бакалов (СССР)                                                            | Ефим Хайдуров (СССР)                                                      | Вильям Бланкеншип (США)                                               |
| Пистолет центрального боя, 25 м (команды) | СССР · Игорь Бакалов · Владимир Столыпин · Хайдуров Ефим · Альберт Удачин       | США · Вильям Бланкеншип · Вильям Макмиллан · Франклин Грин · Сесли Уоллис | ГДР · Й.Фихтнер · Йохан Гаррей · Лотар Якоби · Г.Веле                 |

#### Стрельба по движущейся мишени
| Дисциплина                          | Золото                                                                      | Серебро                                                    | Бронза                                                            |
| ----------------------------------- | --------------------------------------------------------------------------- | ---------------------------------------------------------- | ----------------------------------------------------------------- |
| Одиночные выстрелы, 100 м           | Олег Закуренов (СССР)                                                       | Джон Фостер (США)                                          | Руне Флодман (Швеция)                                             |
| Одиночные выстрелы, 100 м (команды) | СССР · Иоганн Никитин · Игорь Нестеров · Виталий Романенко · Олег Закуренов | США · Джон Фостер · Виллис Пауэлл · Н.Скарпнесс · Й.Торбуш | Швеция · Руне Флодман · Х.Халварссон · Свен Юханссон · К.Карлссон |
| Двойные выстрелы, 100 м             | Олег Закуренов (СССР)                                                       | Иоганн Никитин (СССР)                                      | Виллис Пауэлл (США)                                               |
| Двойные выстрелы, 100 м (команды)   | СССР · Иоганн Никитин · Игорь Нестеров · Виталий Романенко · Олег Закуренов | США · Джон Фостер · Виллис Пауэлл · Н.Скарпнесс · Й.Торбуш | Финляндия · П.Клинг · М.Пискула · С.Пенккимаеки · Х.Юрьёвури      |

#### Стендовая стрельба
| Дисциплина     | Золото                                                                    | Серебро                                                             | Бронза                                                        |
| -------------- | ------------------------------------------------------------------------- | ------------------------------------------------------------------- | ------------------------------------------------------------- |
| Трап           | Владимир Зименко (СССР)                                                   | Ками Сингх (Индия)                                                  | Йоахим Маршайдер (ГДР)                                        |
| Трап (команды) | СССР · Сергей Калинин · Юрий Никандров · Павел Сеничев · Владимир Зименко | ГДР · Г.Ассмусс · Йоахим Маршайдер · К.Крамер · Хайнц Редер         | ОАР · Э.Бадрави · К.Бидари · М.Мерез · Й.Салех                |
| Скит           | Николай Дурнев (СССР)                                                     | Юрий Цуранов (СССР)                                                 | Томас Хеффрон (США)                                           |
| Скит (команды) | США · Э.Калхоун · Томас Хеффрон · Кеннет Пендерграсс · Роберт Родэйл      | СССР · Николай Дурнев · Арий Каплун · Евгений Петров · Юрий Цуранов | Швеция · К.Алвен · Г.Клингспор · Б.Рунессон · Леннерт Штандар |

### Женщины

#### Винтовка
| Дисциплина                    | Золото                    | Серебро              | Бронза                 |
| ----------------------------- | ------------------------- | -------------------- | ---------------------- |
| Винтовка с трёх позиций, 50 м | Кира Долгобородова (СССР) | Елена Донская (СССР) | Рената Вишневски (ГДР) |
| Винтовка лёжа, 50 м           | Елена Донская (СССР)      | Марджори Дант (ЮАР)  | Аннелиз Гот (ФРГ)      |

#### Пистолет
| Дисциплина                    | Золото               | Серебро              | Бронза                      |
| ----------------------------- | -------------------- | -------------------- | --------------------------- |
| Армейский пистолет, 25 м      | Надежда Юлина (СССР) | Гэйл Либерти (США)   | Софья Тягний (СССР)         |
| Скорострельный пистолет, 25 м | Софья Тягний (СССР)  | Надежда Юлина (СССР) | Гертруда Скернитзауэр (США) |

#### Стендовая стрельба
| Дисциплина | Золото                    | Серебро                   | Бронза                        |
| ---------- | ------------------------- | ------------------------- | ----------------------------- |
| Трап       | Валентина Герасина (СССР) | Шарлотта Беркенкамп (США) | Шейла Брекон (Великобритания) |
| Скит       | Мерседес Мата (Венесуэла) | Марджори Аннан (США)      | Елена Себасова (СССР)         |